# Nettoyage à sec
Pour les articles homonymes, voir Nettoyage à sec (homonymie).

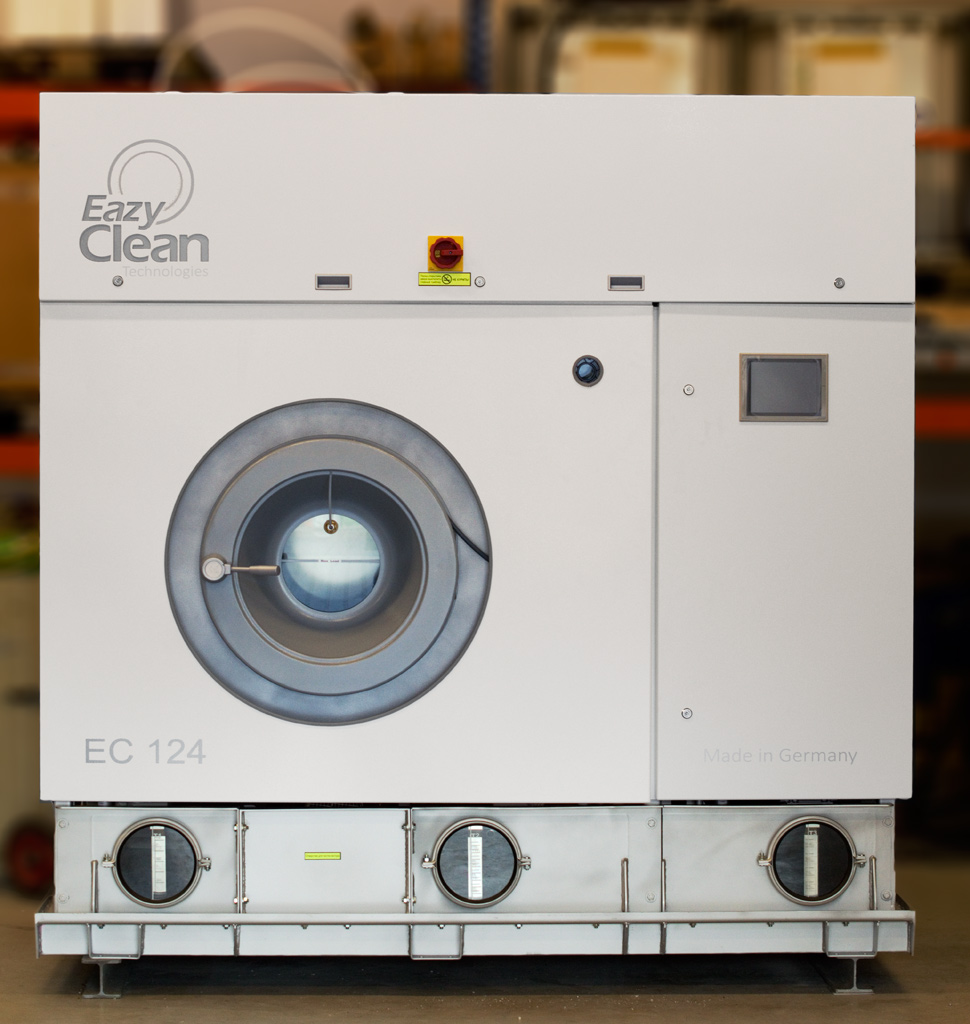
Machine de nettoyage à sec avec un écran tactile et

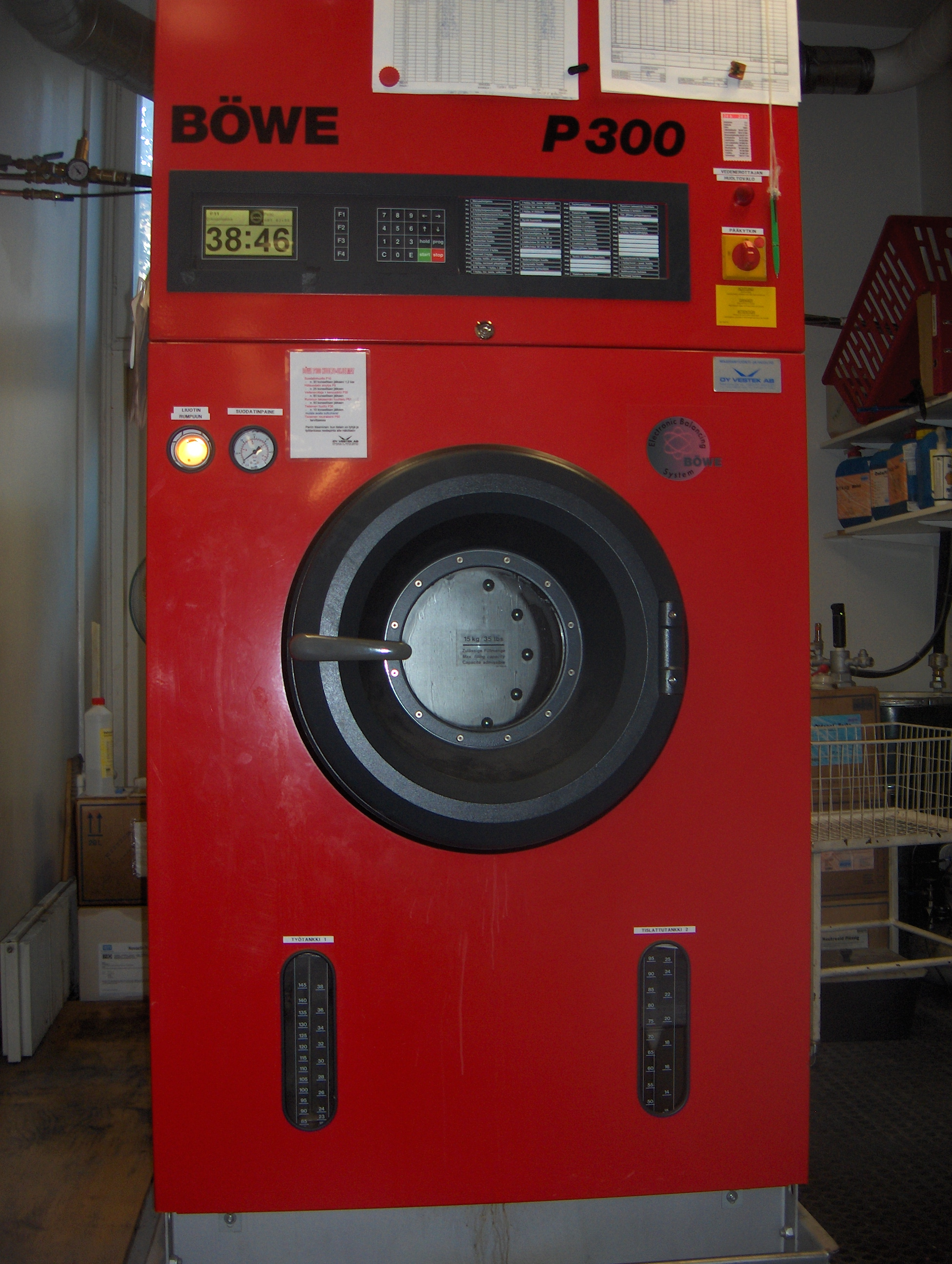
Machine de nettoyage à sec

Le nettoyage à sec est un procédé de nettoyage pour les vêtements et textiles qui utilise un solvant autre que l’eau. La plupart du temps, le nettoyage à sec est réalisé avec des hydrocarbures chlorés, dont le plus connu est le perchloroéthylène.
Une machine pour le nettoyage à sec ressemble à une machine à laver, mais elle est plus grande et fonctionne en circuit fermé : le solvant est récupéré, filtré (filtres à charbon actif) et réutilisé pendant le cycle de lavage au lieu d’être rejeté dans les canalisations.

## Histoire
Par mégarde, Jean-Baptiste Jolly répand un mélange de térébenthine et d’alcool sur une robe et constate que le mélange nettoie au lieu de tacher. À la suite de cette découverte, en 1855, il ouvre le premier établissement de nettoyage à sec à Paris.
Jusqu’en 1897, les produits employés sont hautement inflammables : essence, pétrole, benzine.
En 1897, le tétrachlorométhane est utilisé en Allemagne, moins inflammable, il est dangereux pour les voies respiratoires ; il est donc remplacé par le trichloroéthylène à partir de 1918 sauf aux États-Unis qui l’utilisent jusqu’en 1930.
Ces produits sont désormais remplacés par des produits un peu moins dangereux comme le perchloroéthylène.

### Solvants utilisés aujourd'hui
Lorsque le nettoyage à sec quitta le milieu industriel pour pénétrer celui du petit commerce, il fallut mettre au point un solvant ininflammable. Le premier produit adopté fut le trichloréthylène (CCl2=CHCl), solvant puissant assurant un nettoyage efficace.
L'arrivée sur le marché de tissus faits de rayonne en triacétate, susceptibles d'être détériorés par ce solvant, a conduit les teinturiers à utiliser le perchloréthylène (CCl2=CCl2) pour la plupart des vêtements. Ce solvant est toujours le plus employé dans les machines automatiques de nettoyage à sec installées dans les pressings. Les tissus employés par les grands couturiers changent continuellement : certains d'entre eux sont sensibles à la chaleur et même quelquefois au perchloréthylène. On a, dans ce cas, recours à un solvant fluoré, le F-113, utilisé dans d'autres industries comme réfrigérant. Il s'évapore en toute sécurité à basse température et peut être employé sur des tissus délicats. Il existe un autre solvant, à base d'hydrofluorocarbure, connu sous le nom de « solvant 11 » et dont on se sert dans certains pays européens. Il sèche à basse température comme le F-113, mais a un pouvoir solvant supérieur.

## Effets sur la santé et l'environnement
Un cluster de cancer (leucémie et autres), impliquant des composés organiques volatils dégagés par une entreprise de nettoyage à sec, dont du trichloréthylène, du 1,2-dichloroéthylène, du perchloroéthylène, du dichlorométhane et du chlorure de vinyle, a été découvert à Camp Lejeune, en Caroline du Nord. De fait, le nettoyage à sec expose les opérateurs à divers composés cancérogènes.
Le perchloroéthylène en particulier est toxique pour l’homme (probablement cancérigène) et dangereux pour l’environnement (notamment les milieux aquatiques). Il est classé comme « nuisible à la santé » et « dangereux pour l’environnement » par l’Union européenne, et est inscrit sur la liste des cancérogènes du groupe 2A du CIRC.
Le Danemark et les États-Unis (la Californie depuis 2007) ont interdit l’installation de nouveaux pressings utilisant le perchloroéthylène dans les zones résidentielles, produit qui devrait être totalement retiré aux États-Unis en 2020. En France, 15 000 personnes seraient exposées, au travail, au « perchlo ». Il existe des alternatives à l'emploi du perchloréthylène en nettoyage à sec. Les principales sont l'aquanettoyage, l’utilisation de solvants autres et l’emploi du dioxyde de carbone supercritique. Toutefois, ces alternatives présentent certains désavantages, en particulier une moindre efficacité dégraissante. Le Parc Disneyland lave les textiles avec du siloxane utilisé comme solvant non toxique. Tout comme le Canada, la Suède (où le « perchlo » demeure le principal solvant, mais est interdit pour les consommateurs), ou l’Allemagne, engagent une politique de réduction des risques et de contrôle des émissions de « perchlo » par la directive 1999/13/CE relative à la réduction des émissions de composés organiques volatils dues à l’utilisation de solvants organiques dans certaines activités et installations.
En France, l’installation de nouveaux pressings fonctionnant avec du perchloroéthylène est limitée : depuis le 1er mars 2013, aucune nouvelle machine de nettoyage à sec fonctionnant au perchloroéthylène ne peut être utilisée dans des locaux contigus à des locaux d'habitation. Les machines installées dans ce type de local seront progressivement interdites[réf. nécessaire].
L'utilisation du perchloréthylène est par ailleurs réglementée (arrêté-type 2345) et chaque nettoyeur doit avoir suivi une formation « adéquate ». L'activité professionnelle du nettoyage à sec est représentée par des syndicats professionnels dont : la FNP (Fédération nationale des pressings), la FFPB (Fédération française des pressings et blanchisserie) et la FNET (Fédération nationale de l'entretien des textiles).